# 2014年中华人民共和国清理整治网络视频有害信息专项行动
2014年中华人民共和国清理整治网络视频有害信息专项行动，是由中华人民共和国国家互联网信息办公室、国家新闻出版广电总局联合实施的专项行动，是继“扫黄打非·净网2014”以来发动的由政府主导的针对网络信息的治理行动。官方订立移动实施时间范围由2014年11月6日持续到12月底，以“淫秽色情”、“暴力恐怖”、“虚假谣言”等视频信息为重点清理对象，整顿的领域包括网络硬盘；智能手机应用下载服务；微博、博客、论坛、微信等互动环节分享的相关视频链接；无视听服务资质、甚至未备案的网站；互联网电视等。 自由亚洲电台认为，这类色情消遣内容依然随处可得，可见当局也明白不能徹底处理，以避免反感与治安恶化等问题，只敢棒打出頭鳥在网上做做扫黄，其真实意圖乃是在压制言论。